# Progonostola cremnopis
Progonostola cremnopis är en fjärilsart som beskrevs av Edward Meyrick 1899. Progonostola cremnopis ingår i släktet Progonostola och familjen mätare. Inga underarter finns listade i Catalogue of Life.